# Chiesa di San Paolo (Caprese Michelangelo)
La chiesa di San Paolo a Monna è un edificio sacro che si trova in località Monna, nel comune di Caprese Michelangelo, in provincia di Arezzo.

## Storia e descrizione
La sua origine risale all'XI secolo. Tracce di elementi architettonici medievali sono visibili nella parete esterna. Il primo documento dove appare con il titolo di San Paolo è del XIII secolo.
All'interno, con impianto ad una sola navata, sono due edicole con capitelli rinascimentali. La facciata è stata rifatta nel 1926. Tra il 1926 e il 1939 la chiesa è stata restaurata su progetto di Giuseppe Castellucci. Il campanile è stato costruito tra il 1857 e il 1869.
Secondo la tradizione, san Francesco, passando per la valle di Caprese nel 1215, si fermò presso la chiesa e cominciò ad aiutare alcuni muratori impegnati a sistemare l'architrave di una porta, oggi individuata in un'apertura laterale.